# Stable (évêque d'Auvergne)
Stable, en latin Stabilis, était un religieux du haut Moyen Âge qui fut évêque de Clermont au IXe siècle. 

## Éléments biographiques
En 823 Stable signa à la demande de Louis le Pieux un échange entre l'église de Laon et le monastère de Conques. Un évêque d'Auvergne du même nom assista en 860 au concile de Tusey, près de Vaucouleurs, dans le diocèse de Toul. Cela signifie que son épiscopat a duré au moins 37 ans ou qu'il y eutpeut-être deux évêques du même nom.
Ce fut sous l'épiscopat de Stable que tous les chanoines furent obligés de se soumettre à une règle et de vivre en commun. Ceux de la cathédrale gardèrent cette règle jusque vers la fin du 12e siècle.
En 825, l'abbaye de Brioude qui avait été détruite par les Sarrasins et reconstruite par le comte Bérenger, fut richement dotée par Louis le Pieu. C'est sous le pontificat de Stable que l'Auvergne fut ravagée par les Normands.